# Distretto di Kumlu
Il distretto di Kumlu (in turco Kumlu ilçesi) è uno dei distretti della provincia di Hatay, in Turchia.